# Фраунберг (Баварія)
Фраунберг (нім. Fraunberg) — громада в Німеччині, розташована в землі Баварія. Підпорядковується адміністративному округу Верхня Баварія. Входить до складу району Ердінг.
Площа — 42,37 км2. Населення становить 3818 ос. (станом на 31 грудня 2020).